# Catocala amanda
Catocala amanda är en fjärilsart som beskrevs av Jean Baptiste Boisduval 1840. Catocala amanda ingår i släktet Catocala och familjen nattflyn. Inga underarter finns listade i Catalogue of Life.